# Песня о друге (Петров — Поженян)
«Песня о друге» («Если радость на всех одна…») — популярная песня композитора Андрея Петрова на стихи Григория Поженяна, написанная для кинофильма «Путь к причалу» режиссёра Георгия Данелии, выпущенного в прокат в 1962 году.

## История
Если радость на всех одна,

На всех и беда одна.

Море встаёт — за волной волна,

А за спиной — спина.

Здесь, у самой кромки бортов,

Друга прикроет друг.

Друг всегда уступить готов

Место в шлюпке и круг.
Съёмки фильма «Путь к причалу» начались летом 1961 года, а его выход на экраны состоялся в 1962 году. Режиссёром фильма был Георгий Данелия, сценаристом — Виктор Конецкий, а композитором — Андрей Петров. «Путь к причалу» — вторая полнометражная картина Данелии — стала первым опытом его сотрудничества с Андреем Петровым, которое впоследствии продолжалось около сорока лет. В фильме в исполнении актёров Валентина Никулина и Бруно Ои прозвучала «Песня о друге», написанная Петровым на слова поэта Григория Поженяна.
Георгий Данелия вспоминал, что пригласить для работы над фильмом ленинградского композитора Андрея Петрова ему порекомендовала Раиса Лукина, работавшая музыкальным редактором киностудии «Мосфильм». При встрече Данелия сказал Петрову, что ему срочно нужна была мелодия для песни, которую в кадре должен был исполнить матрос Марат Чепин (Валентин Никулин). Предполагалось, что эта мелодия станет лейтмотивом всего фильма. Текста для песни ещё не было — режиссёр сказал, что слова будут написаны потом. Через неделю Петров принёс первый вариант мелодии. Данелия сказал ему, что «хорошо, но можно еще поискать». Ещё через неделю композитор принёс второй вариант, но режиссёр опять предложил «ещё поискать». Данелия писал: «И так двенадцать раз. Остановились на тринадцатом варианте — моё любимое число».
По словам Данелии, выбранную мелодию ещё должна была утвердить музыкальная редакция. При этом главный музыкальный редактор сначала её забраковал, мотивируя своё решение тем, что это — «музыка с западным душком», «не советская музыка», «не русская». Данелия ответил, что «не русская, но и не западная»: «поскольку события происходят в Арктике», в ней были использованы «мелодии народных песен чукчей» (эту идею ему подсказала Раиса Лукина). Аргумент сработал, и музыку к фильму удалось утвердить.
Слова для песни по просьбе Данелии сочинил поэт Григорий Поженян, который написал стихи: «Если радость на всех одна…», и так далее. При этом оказалось, что на двусложное слово «если» в мелодии приходятся три ноты вместо двух. По словам Данелии, «Поженян потребовал, чтобы Петров выкинул лишний такт» (по-видимому, имелась в виду лишняя нота). Когда режиссёр передал это пожелание композитору, тот не выдержал и послал телеграмму следующего содержания: «Москва. Мосфильм. Данелия. Я написал тринадцать вариантов мелодии, пусть этот Жеженян заменит одно слово». Данелия рассказывал: «Поженян — задира, боксёр, бывший десантник, — увидев, что его назвали Жеженяном, пришёл в ярость и рвался в Ленинград, чтобы набить Петрову морду». Чтобы уладить конфликт, Поженяну сказали, что фамилию исказило телеграфное агентство, а песню переделывать не стали — с тех пор слово «е-е-сли» так и поётся в три слога.
Первые эстрадные исполнения «Песни о друге», так же как и фильм, датируются 1962 годом. Певец Эдуард Хиль вспоминал, что она была «первой песней, с которой [он] вышел на большую эстраду и даже попал в телевизор», а затем стал лауреатом Второго всероссийского конкурса эстрадной песни, также состоявшегося в 1962 году. По некоторым данным, Хиль начал исполнять эту песню ещё до премьеры фильма «Путь к причалу». Примерно в то же самое время «Песня о друге» вошла в репертуар Олега Анофриева (в некоторых источниках даже встречаются утверждения, что он исполнял её в фильме). В 1963 году песня в исполнениях Эдуарда Хиля и Олега Анофриева была выпущена на грампластинках.

## Исполнители
За свою историю, начиная с исполнения Валентина Никулина и Бруно Ои (в фильме «Путь к причалу»), а также первых эстрадных исполнений Эдуарда Хиля и Олега Анофриева, песня «Песня о друге» входила в репертуар таких певцов и актёров, как Кальмер Тенносаар, Муслим Магомаев, Кирилл Лавров, Владимир Самсонов, Евгений Дятлов, Николай Расторгуев и другие. На французском языке её исполнял Энрико Масиас.